# Tamcuem
Tamcuem är en ort i Mexiko.   Den ligger i kommunen Aquismón och delstaten San Luis Potosí, i den centrala delen av landet, 230 km norr om huvudstaden Mexico City. Tamcuem ligger 870 meter över havet och antalet invånare är 515.
Terrängen runt Tamcuem är bergig. Runt Tamcuem är det ganska tätbefolkat, med 90 invånare per kvadratkilometer. Närmaste större samhälle är Tamcuime, 9,9 km nordost om Tamcuem. I omgivningarna runt Tamcuem växer i huvudsak städsegrön lövskog.